# Птуй
Птуй (на словенски: Ptuj; на немски: Pettau; на латински: Poetovio) е град в Словения, административен център на Градска община Птуй.

## История

### Антична история
Птуй е най-старият словенски град, за който има източници. Има доказателства, че местността е била населена още през каменната епоха. По време на късната желязна епоха келтите се заселват в региона.

### Първо споменаване
През 1 век от новата ера местността е под управлението на Римската империя, като част от провинция Панония. През 69 г. Веспасиан е провъзгласен за римски император от дунавските легиони в Птуй, като първото писмено споменаване на града е от същата година. Poetovium е базовият лагер на XIII Близначен легион, където се намира легионерската му крепост (каструм). Името произхожда от времената на император Траян, който му дава статут на населено място и го нарича Colonia Ulpia Traiana Poetovio.

### Средновековие
През 570 г. градът е окупиран от аварски и славянски племена. Птуй става част от Франкската империя след края на Аварската държава в края на 8 век. Между 840 и 874 г. принадлежи към Блатненското княжество на Прибина и Коцел. Между 874 и 890 г. Птуй постепенно попада под влиянието на Залцбургското архиепископство. Градските права, получени през 1376 г., бележат началото на икономически ръст за града.

## География
Птуй се намира в Подравска (Североизточна Словения), край река Драва. Разстояния до някои градове: Марибор – 27 km, Целе – 61 km, Любляна – 132 km, Копер – 249 km. Летище Птуй (Мошканци) е на 7 km.
Населението на града е 18 339 души (от общо 23 242 жители на общината) според преброяването от 2002 г.
Квартали
| Част          | Население |
| Център        | 3681      |
| Брег Търнишце | 3743      |
| Лудски Врът   | 5903      |
| Езеро         | 1581      |
| Панорама      | 2072      |
| Рогозница     | 3867      |
| Грайена       | 2390      |
| Спухла        | 872       |

Селища в общината
Грайена, Грайеншчак, Кицар, Кръчевина при Вубергу, Местни връх, Пацине, Подвинци, Птуй, Сподни Веловлек, Спухла

## Забележителности
- Птуйски замък
- Църква „Св. Юри“
- Малък замък
- Птуйски градски съвет
- Доминикански манастир (Dominikanski samostan)
- Горен двор (Zgornji dvor)
- Църква „Св. Ожбалта“
- Флоряново знамение (Florjanovo znamenje)

## Побратимени градове
Птуй е побратимен с:
- – Вараждин, Хърватия (2004)
- – Бургхаузен, Германия (2001)
- – Банска Щиавница, Словакия (2002)
- – Сен Сир сюр Лоара, Франция (1998)
- – Охрид, Северна Македония (2006)
- – Аранджеловац, Сърбия

## Личности
Родени
- Митя Махорич – колоездач

## Галерия
- Стария град
- Птуй от замъка
- Улица в центъра
- Птуйска кула
- Птуйски замък
- Градският съвет